# Onthophagus kinhthaicus
Onthophagus kinhthaicus là một loài bọ cánh cứng trong họ Bọ hung (Scarabaeidae).